# Cleoselene
Cleoselene (provisorisk beteckning: S/2008 (216) 2) är en asteroidmåne till asteroiden 216 Kleopatra. Den upptäcktes 19 september 2008 när 216 Kleopatra var i opposition. Upptäckare var Franck Marchis, Pascal Descamps, Jérôme Berthier och Joshua P. Emery vid Keck-observatoriet. 2011 fick asteroidmånen sitt namn efter Kleopatra VII:s dotter Kleopatra Selene II. Himlakroppens diameter är cirka 3 km. Omloppsbanan har en medelradie på 450 km och omloppstiden är 1,24 dygn. Excentriciteten är 0,00°.
Redan 1988 gjordes en genomsökning kring 216 Kleopatra efter månar, med UH88, 2,2 meters teleskopet vid Mauna Kea-observatoriet på Hawaii, men då utan resultat.